# Jurassic Shift
Jurassic Shift è il quarto album in studio del gruppo musicale britannico Ozric Tentacles, pubblicato nel 1993.

## Tracce
1. Sunhair – 5:43
2. Stretchy – 6:51
3. Feng Shui – 10:24
4. Half Light in Thillai – 5:35
5. Jurassic Shift – 11:05
6. Pteranodon – 5:40
7. Train Oasis – 2:45
8. Vita Voom – 4:48
9. Feng Shui (Live, included on re-release) – 10:55